# Biogeoquímica
La biogeoquímica estudia la interacción entre los compuestos geoquímicos y los organismos vivos. La biogeoquímica es necesaria para comprender el funcionamiento de los seres vivos, desde el nivel de organización celular hasta el ecosistema que conforman. Además, esta ciencia permite comprender el porqué de muchos de los problemas ambientales (cambio climático, destrucción de la capa de ozono, contaminación ambiental) y de procesos esenciales para la sociedad (producción de cultivos, reciclaje de residuos, depuración ambiental). El desarrollo de la biogeoquímica se adapta muy bien a aquellas regiones que presentan una vegetación muy densa y donde la cartografía geológica es difícil de ser llevada a cabo por ausencia de afloramientos.

## Terminología
El término proviene del griego bios, que significa "vida", geos, que significa "Tierra", y "química". La unión de estas tres ciencias desató una alianza que formó la biogeoquímica como una rama de ellas, y hace referencia a la vinculación de la composición de la Tierra (y sus elementos químicos orgánicos e inorgánicos) con la vida.

## Ciclos biogeoquímicos
Son movimientos cíclicos de los elementos que forman los organismos biológicos y el ambiente geológico e interviene un cambio químico.

## Categorías
- Datos: Q864379
- Multimedia: Biogeochemistry / Q864379